# Carimate
Carimate (Carimaa in dialetto comasco, AFI /kariˈmaː/) è un comune italiano di 4 355 abitanti della provincia di Como in Lombardia.
Situato nella parte meridionale della provincia, nella zona collinare a nord dell'area brianzola, confina a nord con il comune di Cantù, a sud con quello di Lentate sul Seveso, a nord-est con Figino Serenza, a sud-est con Novedrate e a ovest con Cermenate. Dista 42 km dall'aeroporto di Milano-Malpensa, 32 km da Milano e 17 km da Como.

## Geografia fisica
Carimate è posto sul margine ovest della Brianza, nella valle del fiume Seveso, sulle prime colline di origine morenica delle prealpi lombarde, a una quota media di circa 300 metri sul livello del mare. Dista circa 15 chilometri dal capoluogo, Como. Oltre al fiume Seveso e al torrente Serenza, sul territorio di Carimate troviamo il torrentello Feranda (che sgorga da Montesolaro e forma a Nord del paese l'omonima Valle, lambendo la Collina di Villa Vismara). Nelle vicinanze si trovano il torrente Majarola (o Mariola) proveniente da Cantù e il canale Acqua Negra per l'irrigazione delle piane. Il paese ha un dislivello collinare che parte da circa 280 m s.l.m. fino ai 330 m s.l.m. Il territorio è boscoso e scosceso lungo il torrente Serenza e il torrente Feranda, per il resto è caratterizzato da dolci rilievi collinari, eccezion fatta per la zona attorno al fiume Seveso e a sud del paese, in località La Valle, dove il territorio è pianeggiante ed è quindi utilizzato per la coltivazione. Carimate fa parte del Parco della Brughiera Briantea.

## Storia
In epoca antica si alternarono in questi luoghi popolazioni di origine ligure, etrusca e quindi gallica, fino al III secolo a.C., quando i Romani incominciarono a stabilire un castrum a Como.
Le prime notizie dell'esistenza di Carimate risalgono all'859 d.C., in cui si parla di un avvocato della Chiesa Milanese, certo Attone da Carimate . Tra il 983 e il 1002 la famiglia di Attone venne probabilmente investita del titolo di Capitani di Carimate. Nel 1149 Ardicio dei Capitani di Carimate fece erigere o ingrandire un insediamento difensivo nella attuale posizione del castello di Carimate. La costruzione del castello, alla base di quello attualmente esistente, risale al 1345, quando il feudo passò sotto il dominio dei Visconti, signori di Milano. Attorno al castello si sviluppò un piccolo borgo di personale impiegato nelle faccende domestiche, case di agricoltori e scuderie.
Gli Statuti delle acque e delle strade del contado di Milano fatti nel 1346 riportano "el locho da Carimà" tra le località della pieve di Galliano incaricate della manutenzione della "strata da Dergano".
Intorno al 1411, Carimate e la terra di Montesolaro furono concessi in feudo a Giacomino Porro dal duca Giovanni Maria Visconti.
Nel 1434 il feudo di Carimate fu donato dal duca Filippo Maria Visconti a Giorgio Aicardi detto Scaramuzza, in ricompensa per aver scoperto una congiura di nobili milanesi alla vita del duca stesso, il quale ottenne pure, per riconoscenza, il diritto ad aggiungere al suo il cognome dei Visconti.
Sempre infeudato ai Visconti e inserito nella pieve di Galliano del Ducato di Milano, nel 1751, Carimate comprendeva nel suo territorio anche i cassinaggi di "Molino della Torretta", "Molino della Foppa", "Subinago", "Valle di sotto", "Molino delle M.M. di Meda", "Molino dei Gesuiti", "Molino di sopra" e "Monte Solaro".
Il borgo e il castello rimasero legati a un ramo secondario dei Visconti, sino a quando nel 1795 la famiglia si estinse con Lodovico Visconti e il comune di Carimate ritornò, per via delle devoluzioni delle investiture feudali, alla Regia camera del Ducato di Milano.
Durante la Repubblica Cisalpina, nel 1798 il territorio del comune di Carimate risulta comprendere Rionca e Bunone, in precedenza unite a Vertemate nella pieve di Fino. Con le riorganizzazioni amministrative del Regno d'Italia napoleonico del 1805 entrambe le comunità vennero tuttavia riaggregate al comune di Vertemate. Due anni più tardi, un altro decreto amministrativo sancì l'allargamento dei confini di Carimate, mediante l'accorpamento dei comuni di Novedrate e di Figino ed Uniti. La Restaurazione comportò tuttavia l'abrogazione di tutte le decisioni del periodo napoleonico.
Nei decenni seguenti il paese ebbe forte sviluppo anche in seguito alla realizzazione della linea ferroviaria Milano-Monza-Como (1849), con una stazione nel comune.
Nel 1928 i confini di Carimate cambiarono due volte, dapprima con una nuova incorporazione di Novedrate e in seguito con la cessione di parte di territorio al comune di Cantù. Novedrate ritornò a formare un comune autonomo nel 1950.

### Simboli
Lo stemma e il gonfalone sono stati concessi con decreto del presidente della Repubblica del 26 aprile 1991.
Lo scudo è diviso in due.  Nella prima partizione è rappresentata la posizione del paese sull'altura da cui domina la vallata, alla confluenza del Seveso e del Serenza, rievocata dalla fascia azzurra che attraversa il monte; la stella vuole ricordare le personalità che hanno caratterizzato la storia di Carimate. Nella seconda partizione è raffigurato il biscione, simbolo della casata dei Visconti.
Il gonfalone è un drappo partito di bianco e di azzurro.

## Monumenti e luoghi d'interesse

### Architetture militari e civili
- Castello di Carimate (1345)[11][12], ristrutturato in stile neogotico nel 1874 dall'architetto Ercole Balossi Merlo (1842-1922)
- "Il Torchio", nel centro storico, ex scuderie del castello

#### A Montesolaro
- Villa Vismara, successivamente nota come Villa Calvi (XVII secolo[13]), edificio barocco che nel 1778 fu internamente affrescato da Giovanni Battista Ronchelli.[14]
- Villa Radice Fossati, introdotta da un lungo viale alberato, conserva un'originaria scalinata barocca, mentre la villa fu rimaneggiata nel corso dei secoli; internamente, affreschi di Giovan Battista Ronchelli datati 1778.[15]

### Architetture religiose
- Chiesa parrocchiale di S. Giorgio e Maria Immacolata (1753)[16]
- Chiesa parrocchiale Beata Vergine Assunta, a Montesolaro (XVI secolo[17])
- Santuario Madonna dell'Albero, costruita nel 1517[18] sulla base di una precedente cappella gentilizia. Internamente, ospita un affresco attribuito al Bergognone.[14]
- Cappella Gentilizia
- Cappelletta Sant'Alessandro
- Cappella di Santa Maria Addolorata, all'interno del complesso di VIilla Calvi[19]

## Società

### Evoluzione demografica
- 860 nel 1751[5]
- 1 251 nel 1771[6]
- 932 nel 1799[7]
- 705 nel 1805[7]
- 2 304 nel 1809 dopo annessione di Figino e Novedrate[7]
- 1 337 nel 1853[20]
- 1 397 nel 1861[8]
- 1 500 nel 1881[8]
- 1 766 nel 1901[8]
- 1 932 nel 1921[8]
- 2 868 nel 1931 dopo annessione di Novedrate[8]

Abitanti censiti

### Lingua e dialetti
La lingua principale parlata a Carimate è quella Italiana. Fino agli anni Sessanta era più comune era il dialetto brianzolo (insieme di varietà del dialetto lombardo occidentale ed orientale).

### Religione

#### La parrocchia San Giorgio Martire e Maria Immacolata
La parrocchia di Carimate fa parte dell'arcidiocesi di Milano (zona pastorale V-Monza, decanato di Cantù)
La data di origine della parrocchia di Carimate viene fatta risalire a prima del 1225. Infatti, già nel 1225, nel primo bando contro gli eretici, si parla di Ambrogio da Subinaco, notaio del borgo di Canturio e cancelliere del Potestà: “Subinaco è un piccolo cascinaggio situato nella parrocchia di Carimate nella nostra Pieve ove tuttora esiste un antico oratorio di Sant'Ambrogio e alcuni ruderi che manifestano esservi stati maggiori fabbricati” (Annoni). Il 28 aprile 1248 Preposto di Cantù è Ghero o Ghezzone da Subinaco (Annoni).
Dagli atti della visita di san Carlo Borromeo (1566) si hanno notizie certe dell'esistenza sia della chiesa parrocchiale, sia del santuario di Santa Maria. San Carlo staccò dalla parrocchia la frazione di Montesolaro, come risulta dai registri esistenti presso l'archivio parrocchiale di Carimate che ha inizio il 27 marzo 1575. Inizialmente intitolata a San Giorgio e successivamente (con la costruzione della nuova parrocchiale nel 1753) anche all'Immacolata Concezione (prima nella diocesi), la parrocchia di Carimate ha avuto negli anni diversi luoghi di culto. La presenza di diversi “oratori” in epoca antecedente al 1753, infatti, è testimoniata da alcuni scritti di Goffredo da Bussero del 1286 che da esistente una chiesa dedicata a San Salvatore (santo venerato in età longobarda). Oltre alla chiesa di San Salvatore nel 1286 erano presenti a Carimate anche la chiesa di Sant'Alessandro (con altari di Sant'Andrea e Santo Stefano) e quella di San Salvatore di Subinago (dedicazione di epoca altomedievale). Nel 1430 vi si trova l'antica chiesa di San Giorgio e nel 1517 il santuario della Madonna dell'Albero, visitato, nel 1566, da San Carlo. Nel 1752 venne abbattuta la vecchia parrocchiale per far posto alla nuova chiesa di San Giorgio e della Beata Vergine Immacolata. Un tempo alla parrocchia apparteneva anche una parte consistente della zona di Cantù Asnago, ceduta nel 1939 alla diocesi di Como.

### Tradizioni e folclore
- 8 dicembre "Immacolata Concezione" Patrona di Carimate. Antica tradizione vendita de "La pumela" (l'uomo offre le mele alla propria donna come pegno d'amore).
- 23 aprile "San Giorgio" compatrono di Carimate. Tradizionale rito del faro e vendita del pan meino.
- 8 settembre "Festa della Madonna dell'albero". Processione Mariana per le vie del paese.

## Geografia antropica
- Centro storico: Carimate (1 486 ab.)
- Frazioni: Montesolaro (1 616 ab.), Valle (500 ab. circa), Stazione
- Zone residenziali (600 ab. circa): Ronco, Fagiana, Cavalluccio, Chiocciola, Vedroni, Ginestre, Pernice, Martelletto

## Economia
Le attività industriali impiegano quasi la metà della forza lavorativa. Molto importante è la manifattura di mobili, con una forte presenza di aziende medio piccole nel settore. Circa il quindici per cento dell'impiego è nel settore dei servizi, di cui una parte nel settore alberghiero e della ristorazione.

### Turismo
Oltre alla tipica bellezza naturalistica della Brianza, il comune di Carimate offre attrezzature turistiche quali campi da golf, calcio, basket, ciclismo. Il livello della ricettività alberghiera ne fa una meta importante per il turismo di fine settimana dei milanesi.
Le ex scuderie del castello, divenute sede della Cooperativa il Torchio, ospitano periodiche mostre di artigianato, antiquariato (ogni terza domenica del mese) e altri eventi culturali.

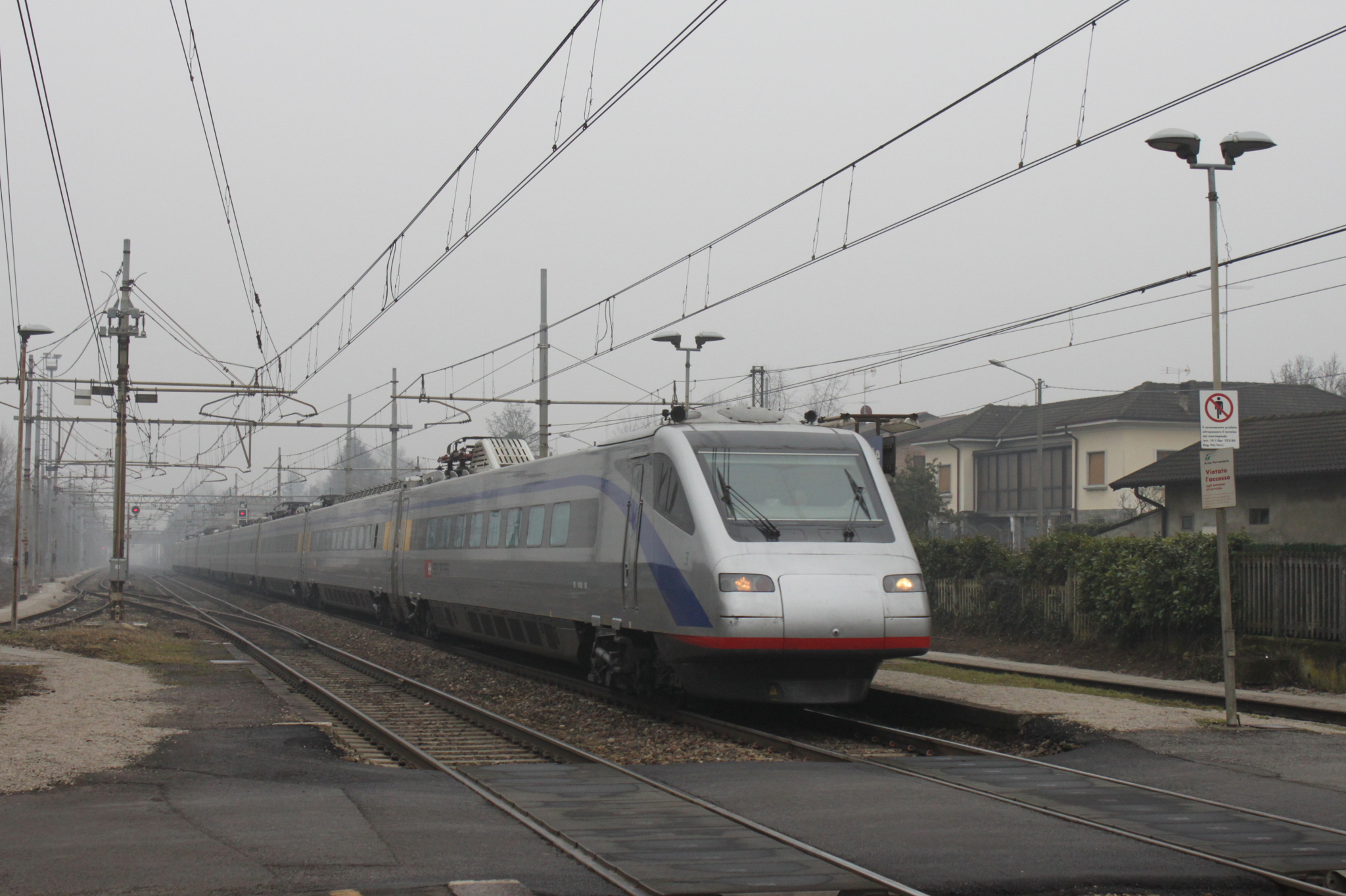
Un treno ETR 470 in transito dalla stazione di Carimate

## Infrastrutture e trasporti
- Stazione di Carimate servita da Trenord, posta sulla linea Milano-Como-Chiasso.
- Servizio BUS gestito da ASF Autolinee (C82 Cantù-Carimate-Novedrate-Mariano).

## Amministrazione
Sindaco: Roberto Allevi

### Esplicative
1. ↑  Per il dialetto comasco, si utilizza l'ortografia ticinese, introdotta a partire dal 1969 dall'associazione culturale Famiglia Comasca nei vocabolari, nei documenti e nella produzione letteraria.

### Bibliografiche
1. 1 2   Bilancio demografico mensile anno 2025 (dati provvisori), su demo.istat.it, ISTAT.
2. ↑   Classificazione sismica (XLS), su rischi.protezionecivile.gov.it.
3. ↑   Tabella dei gradi/giorno dei Comuni italiani raggruppati per Regione e Provincia (PDF), in Legge 26 agosto 1993, n. 412, allegato A, Agenzia nazionale per le nuove tecnologie, l'energia e lo sviluppo economico sostenibile, 1º marzo 2011,  p. 151. URL consultato il 25 aprile 2012 (archiviato dall'url originale il 1º gennaio 2017).
4. ↑   AA. VV., Dizionario di toponomastica. Storia e significato dei nomi geografici italiani., Milano, Garzanti, 1996,  p. 143, ISBN 88-11-30500-4.
5. 1 2 3 4 5   Comune di Carimate, sec. XIV - 1757 – Istituzioni storiche – Lombardia Beni Culturali, su lombardiabeniculturali.it. URL consultato il 29 aprile 2020.
6. 1 2   Comune di Carimate, 1757 - 1797 – Istituzioni storiche – Lombardia Beni Culturali, su lombardiabeniculturali.it. URL consultato il 29 aprile 2020.
7. 1 2 3 4 5 6   Comune di Carimate, 1798 - 1815 – Istituzioni storiche – Lombardia Beni Culturali, su lombardiabeniculturali.it. URL consultato il 29 aprile 2020.
8. 1 2 3 4 5 6   Comune di Carimate, 1859 - [1971] – Istituzioni storiche – Lombardia Beni Culturali, su lombardiabeniculturali.it. URL consultato il 29 aprile 2020.
9. ↑   Comune di Novedrate, 1950 - [1971] – Istituzioni storiche – Lombardia Beni Culturali, su lombardiabeniculturali.it. URL consultato il 29 aprile 2020.
10. ↑   Carimate, decreto 1991-04-26 DPR, concessione di stemma e gonfalone, su Archivio Centrale dello Stato. URL consultato il 22 ottobre 2022.
11. ↑   Tutte le fortificazioni della provincia di Como in sintesi, Castelli della Lombardia, su mondimedievali.net. URL consultato il 17 aprile 2020.
12. ↑   Castello di Carimate - complesso, Piazza Castello, 1(P) - Carimate (CO) – Architetture – Lombardia Beni Culturali, su lombardiabeniculturali.it. URL consultato il 29 aprile 2020.
13. ↑   Villa Calvi - complesso, Via Villa Calvi, 1 - Carimate (CO) – Architetture – Lombardia Beni Culturali, su lombardiabeniculturali.it. URL consultato il 29 aprile 2020.
14. 1 2  TCI, Guida d'Italia [...], p. 287.
15. ↑  Belloni et al., p. 248.
16. ↑   Chiesa di S. Giorgio - complesso, Via Papa Giovanni XXIII - Carimate (CO) – Architetture – Lombardia Beni Culturali, su lombardiabeniculturali.it. URL consultato il 29 aprile 2020.
17. ↑   Chiesa di S. Maria Assunta - complesso, Via Nobili Calvi - Carimate (CO) – Architetture – Lombardia Beni Culturali, su lombardiabeniculturali.it. URL consultato il 29 aprile 2020.
18. ↑   Santuario della Madonna dell'Albero - complesso, Via Arnaboldi - Carimate (CO) – Architetture – Lombardia Beni Culturali, su lombardiabeniculturali.it. URL consultato il 29 aprile 2020.
19. ↑   Cappella di S. Maria Addolorata, Via Villa Calvi, 1 - Carimate (CO) – Architetture – Lombardia Beni Culturali, su lombardiabeniculturali.it. URL consultato il 29 aprile 2020.
20. ↑   Comune di Carimate, 1816 - 1859 – Istituzioni storiche – Lombardia Beni Culturali, su lombardiabeniculturali.it. URL consultato il 29 aprile 2020.
21. ↑  Statistiche I.Stat ISTAT  URL consultato in data 28-12-2012.
Nota bene: il dato del 2021 si riferisce al dato del censimento permanente al 31 dicembre di quell'anno. Fonte:  Popolazione residente per territorio - serie storica, su esploradati.censimentopopolazione.istat.it.